# Gonioctena nepala
Gonioctena nepala là một loài bọ cánh cứng trong họ Chrysomelidae. Loài này được Gruev miêu tả khoa học năm 1989.